# Bitwa pod Chuszam
Bitwa pod Chuszam, zwana też bitwą o Pola Conoco – starcie zbrojne stoczone 7 lutego 2018 roku podczas wojny domowej w Syrii w pobliżu miasta Chuszam i wsi Tabijat Dżazira w prowincji Dajr az-Zaur. Wojska amerykańskie przeprowadziły ataki powietrzne i artyleryjskie na syryjskie siły zbrojne i milicje prorządowe po tym, jak według doniesień starły się one z żołnierzami amerykańskimi i Syryjskimi Siłami Demokratycznymi (SDF) w regionie.
United States Central Command oświadczyło, że siły prorządowe „zainicjowały niesprowokowany atak na dobrze umocnioną kwaterę główną Syryjskich Sił Demokratycznych” w tym rejonie, podczas gdy żołnierze sił koalicji „znajdowali się wspólnie z partnerami z SDF 8 km na wschód od uzgodnionej linii rozgraniczenia wojsk na rzece Eufrat”. Oświadczenie rosyjskiego Ministerstwa Obrony, wydane 8 lutego 2018 roku, odnosiło się do incydentu w wiosce As-Salihijja (położonej na południe od miasta Abu Hammam w dystrykcie Abu Kamal, kontrolowanego przez SDF) i stwierdzało, że był on spowodowany działaniami rozpoznawczymi syryjskich milicji, które nie zostały uzgodnione z rosyjskim dowództwem operacyjnym; w oświadczeniu tym podkreślono, że w „wyznaczonym dystrykcie prowincji Dajr az-Zaur w Syrii” nie było żadnych żołnierzy rosyjskich sił zbrojnych.
Liczebność pro-assadowskich wojsk syryjskich – w szczególności liczba rosyjskich najemników – w tym starciu pozostaje przedmiotem debaty. Niedługo po walkach amerykańscy urzędnicy oszacowali, że w walkach zginęło około 100 syryjskich żołnierzy, a wśród zabitych byli również rosyjscy najemnicy. Gdy pojawiły się niepotwierdzone doniesienia o ofiarach wśród najemników Grupy Wagnera w ataku, incydent został przedstawiony przez światowe media jako „pierwsze krwawe starcie militarne między obywatelami Rosji i Stanów Zjednoczonych od czasów zimnej wojny”.
Doniesienia „Der Spiegel” i oficjalne stanowisko Rosji utrzymują, że wojska amerykańskie odpierające atak syryjski „przypadkowo zabiły 20–30 Rosjan”, podczas gdy Syryjskie Obserwatorium Praw Człowieka (SOHR) stwierdziło, że niektóre rosyjskie ofiary zostały spowodowane przez pobliską zasadzkę niezwiązaną z atakiem. Jednak inne agencje informacyjne i amerykańskie oficjalne szacunki mówiły nawet o „kilkuset” zabitych Rosjanach. Służba Bezpieczeństwa Ukrainy zidentyfikowała 65 obywateli Rosji jako zabitych w tym starciu na podstawie informacji wywiadowczych z ogólnodostępnych źródeł, chociaż ocena ta może być zawyżona z uwagi na napięte wówczas stosunki ukraińsko-rosyjskie. Raport opublikowany przez Uniwersytet Południowej Danii w 2019 roku, w którym odwołano się do twierdzeń zawartych w artykule „Der Spiegla”, oficjalnych oświadczeń władz Rosji i USA oraz innych źródeł, oszacował, że „w wyniku walk zginęło od 65 do 200 Rosjan (z których kilku mogło być rosyjskimi żołnierzami sił specjalnych pomagającymi lub dowodzącymi wagnerowcami), część na polu bitwy, a część na łóżkach szpitalnych w Syrii i Rosji”.